# 中华棘茄鱼
中华棘茄鱼（学名：Halieutaea sinica）为棘茄魚科棘茄鱼属的鱼类。在中国，分布于南海、台湾海峡等海域，属于近海暖水性底层小型鱼类。可作药用。该物种的模式产地在汕尾、碣石、北海。
其种加词sinica，意为“中华的”。